# آنری فانتن لاتور

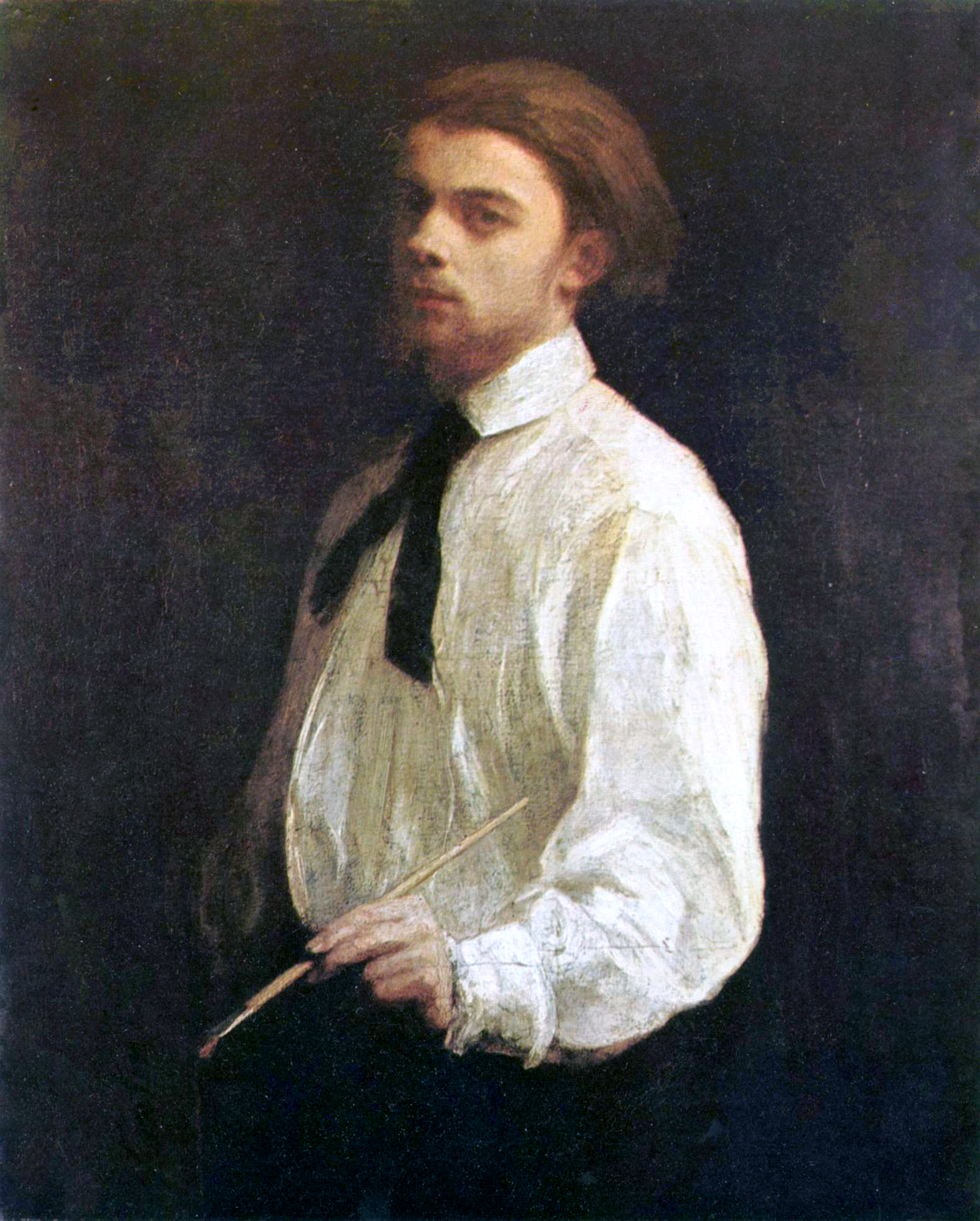
هنری فانتین لاتور، این تصویر توسط خود نقاش کشیده شده‌است. (۱۸۵۹)

آنری فانتن لاتور (به فرانسوی: Henri Fantin-Latour) (تولد: گرونوبل ۱۸۳۶ / وفات: بوره ۱۹۰۴) نقاش اهل فرانسه بود. سبک او رئالیسم و سمبولیسم بود. فانتین لاتور به عنوان نقاشی حرفه‌ای کار خود را در «سالن پاریس» آغاز کرد، او تفکری رمانتیک داشت و همین امر او را از اصول آکادمیکی که آموخته بود، دور کرده بود. در سال ۱۸۶۳ او نمایشگاهی از آثار خود و گروهی از دوستان امپرسیونیستش برپا کرد. یکی از صمیمی‌ترین و نزدیک‌ترین دوستان هنری او، ادوارد مانه بود.

## نگارخانه

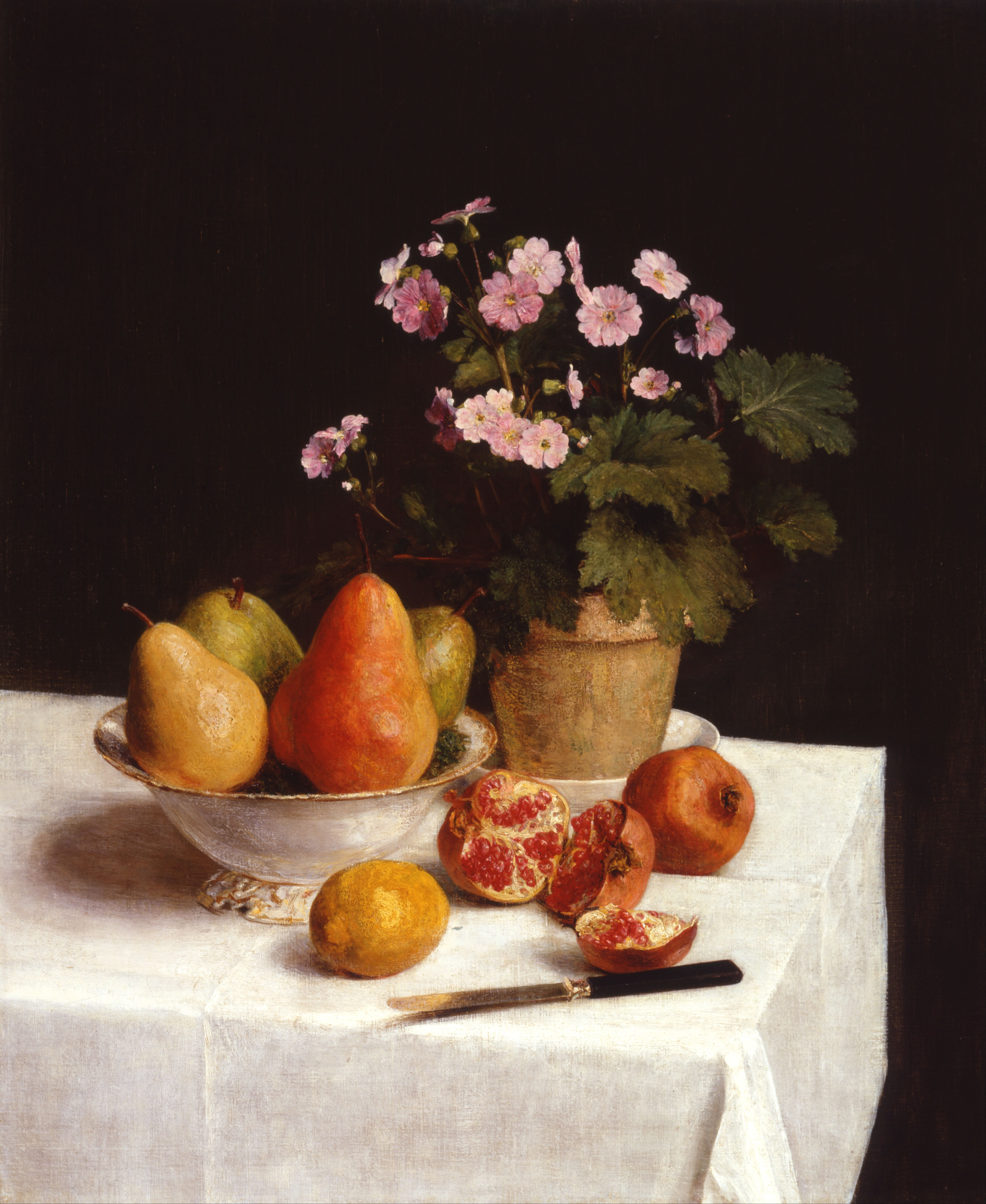
طبیعت بی‌جان با گُل پامچال، گلابی‌ها و انارها بین سال‌های ۱۸۳۶ تا ۱۹۰۴ م. موزه کرولر-مولر
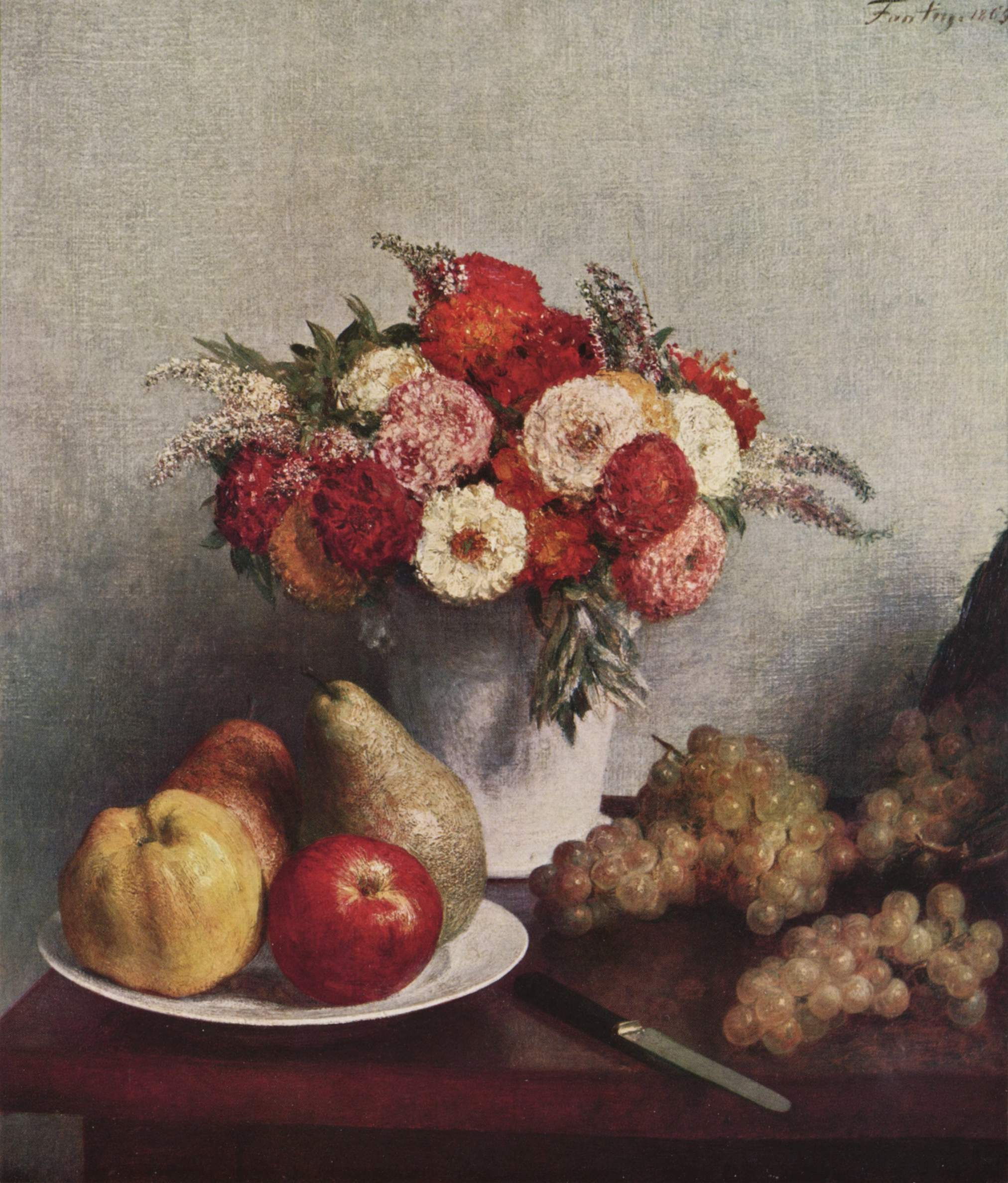
۱۸۶۵
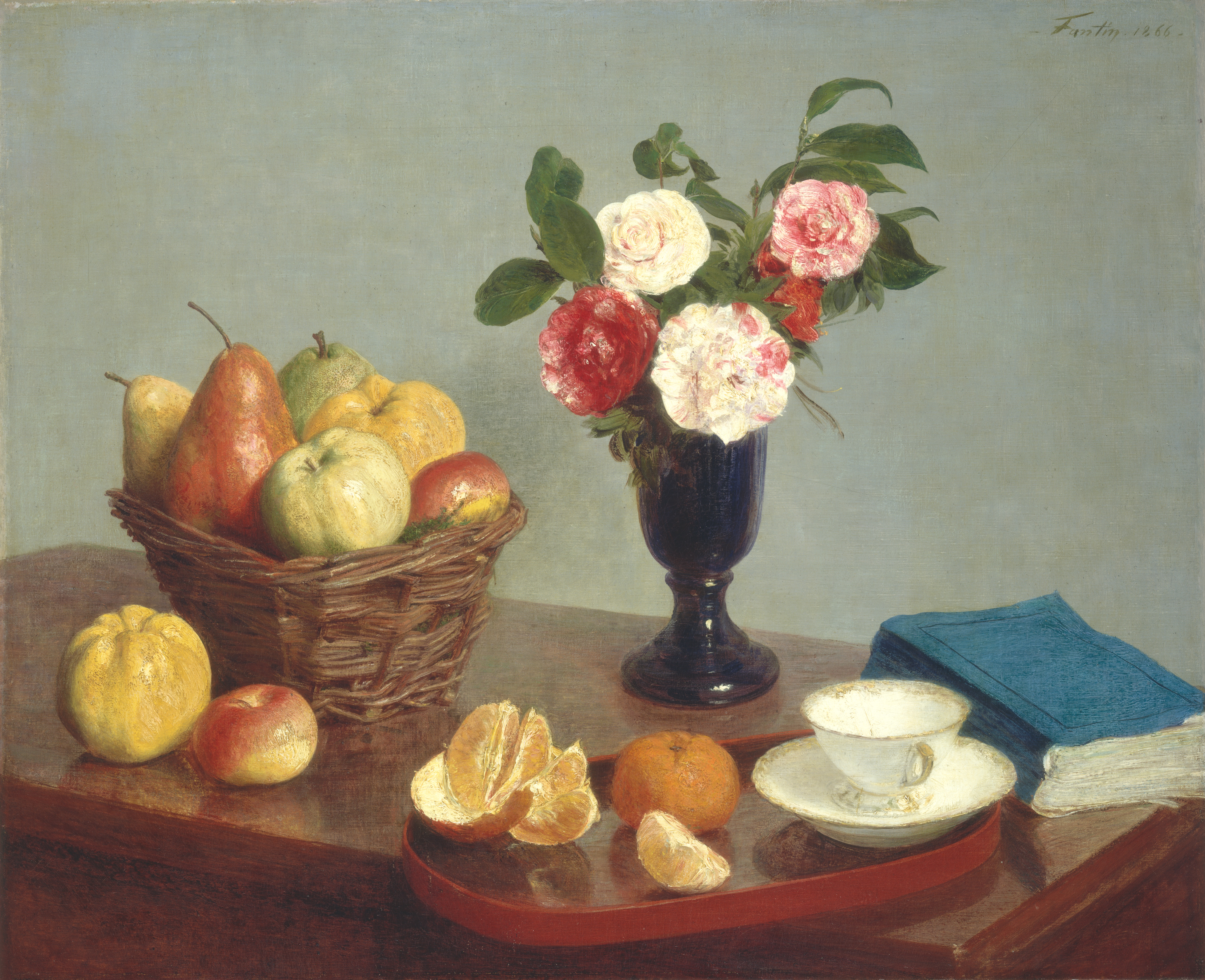
۱۸۶۶
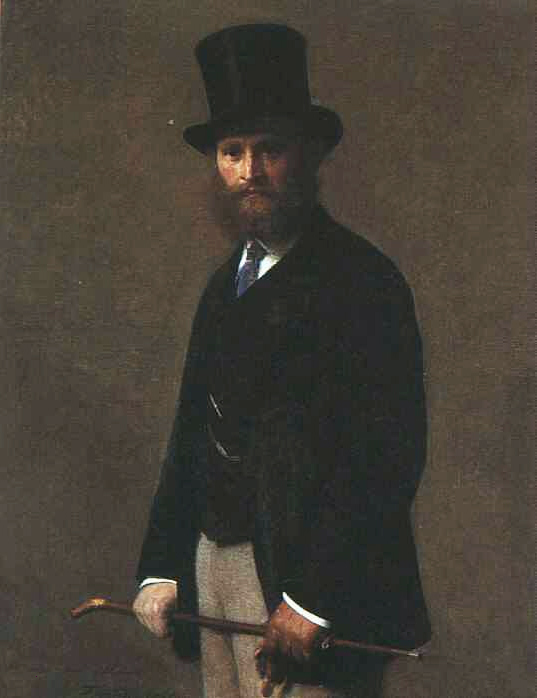
۱۸۶۷
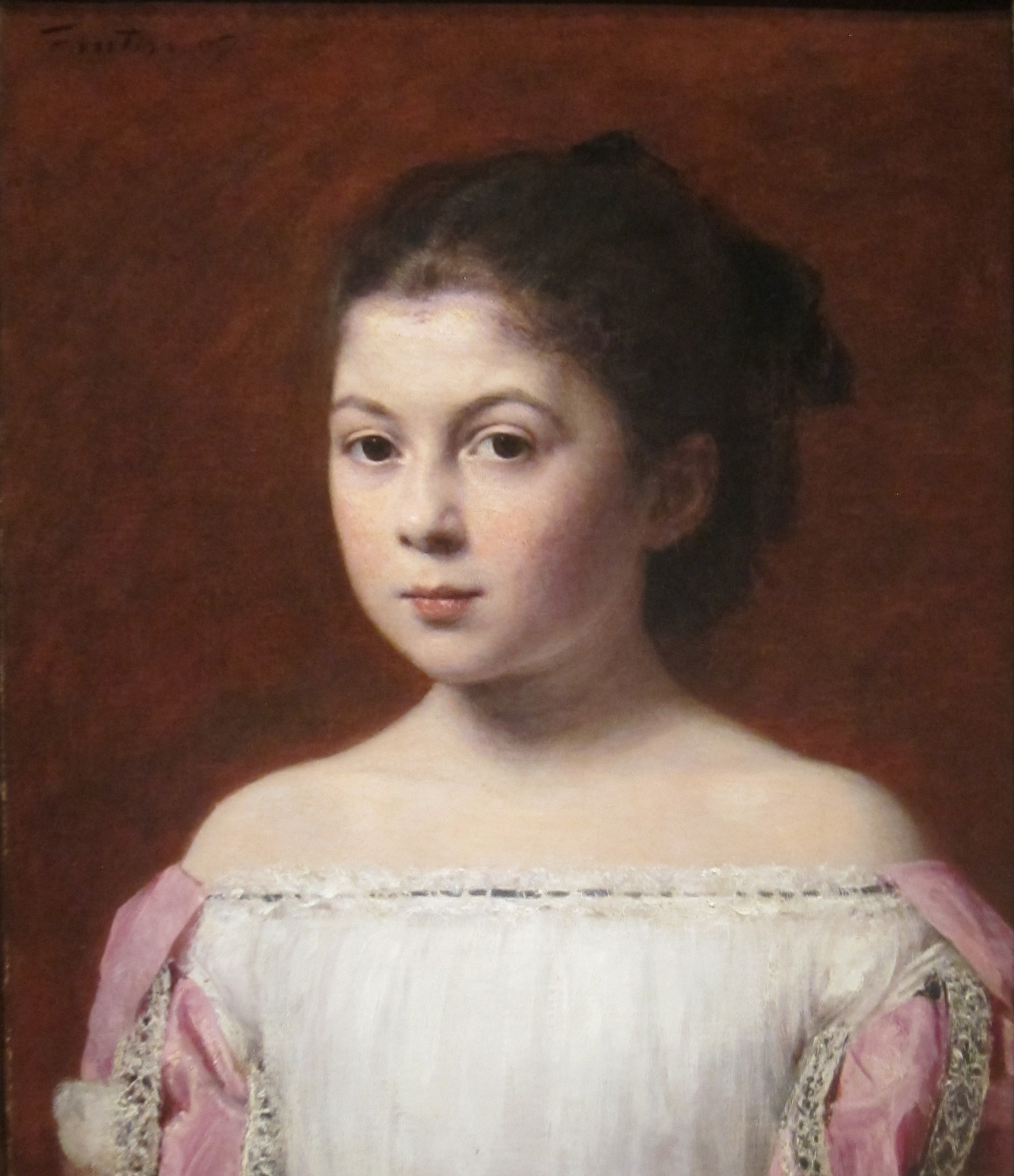
۱۸۶۷
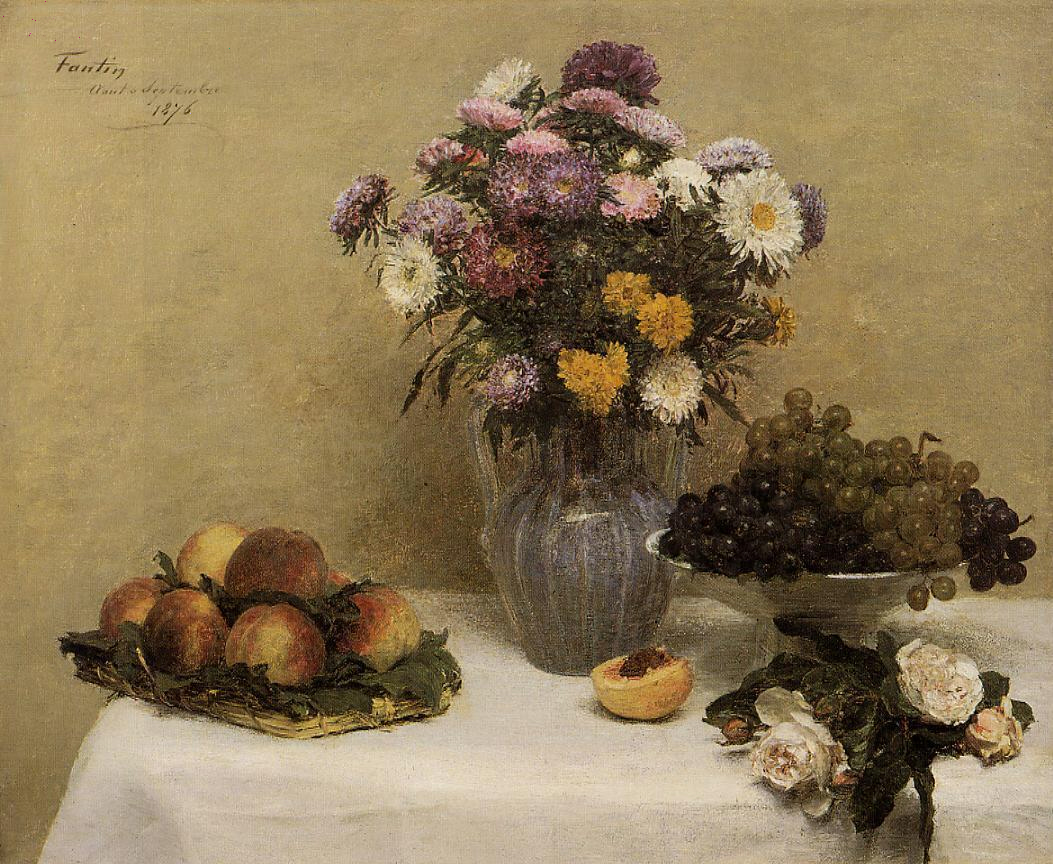
۱۸۶۷
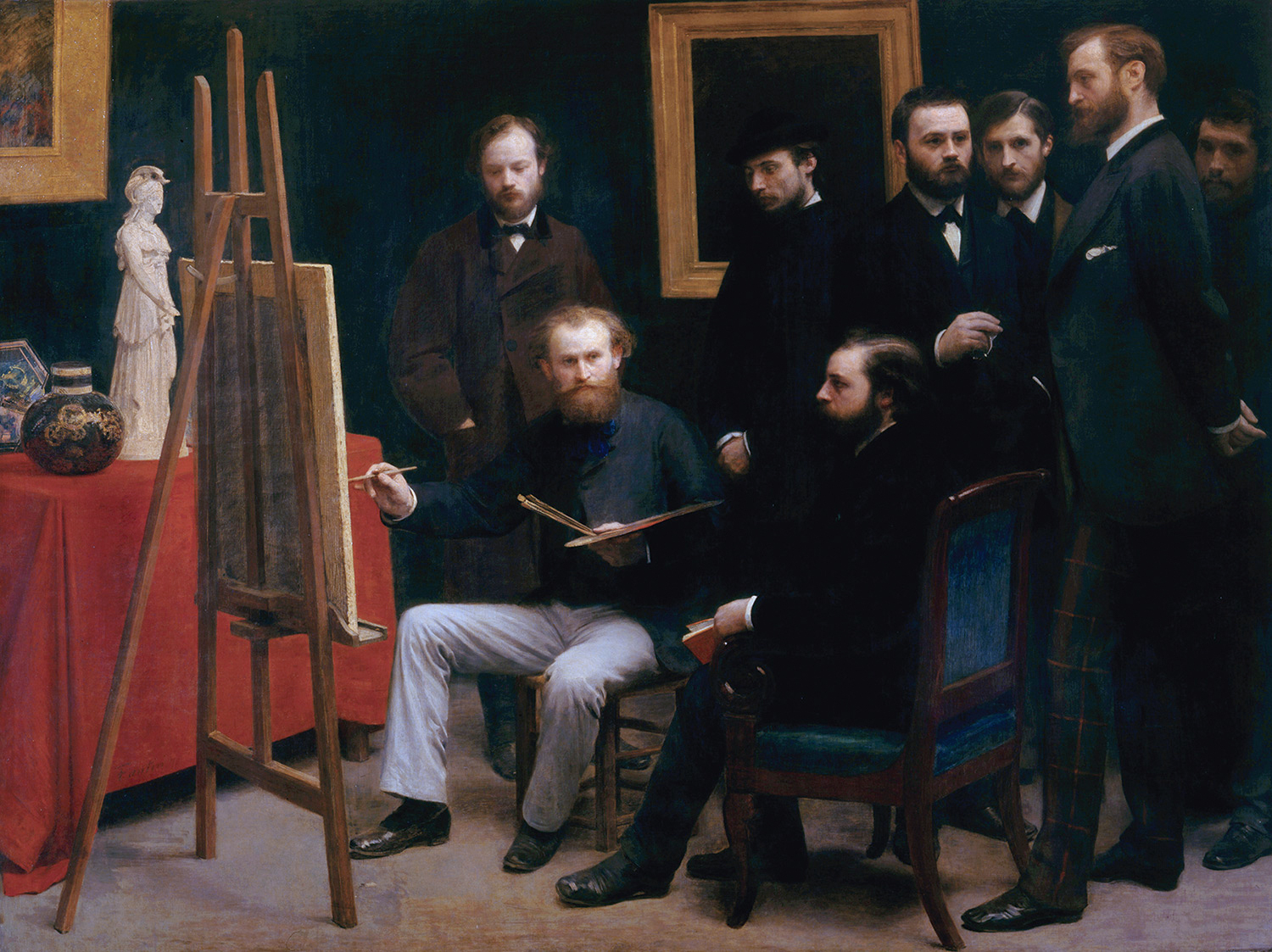
۱۸۷۰
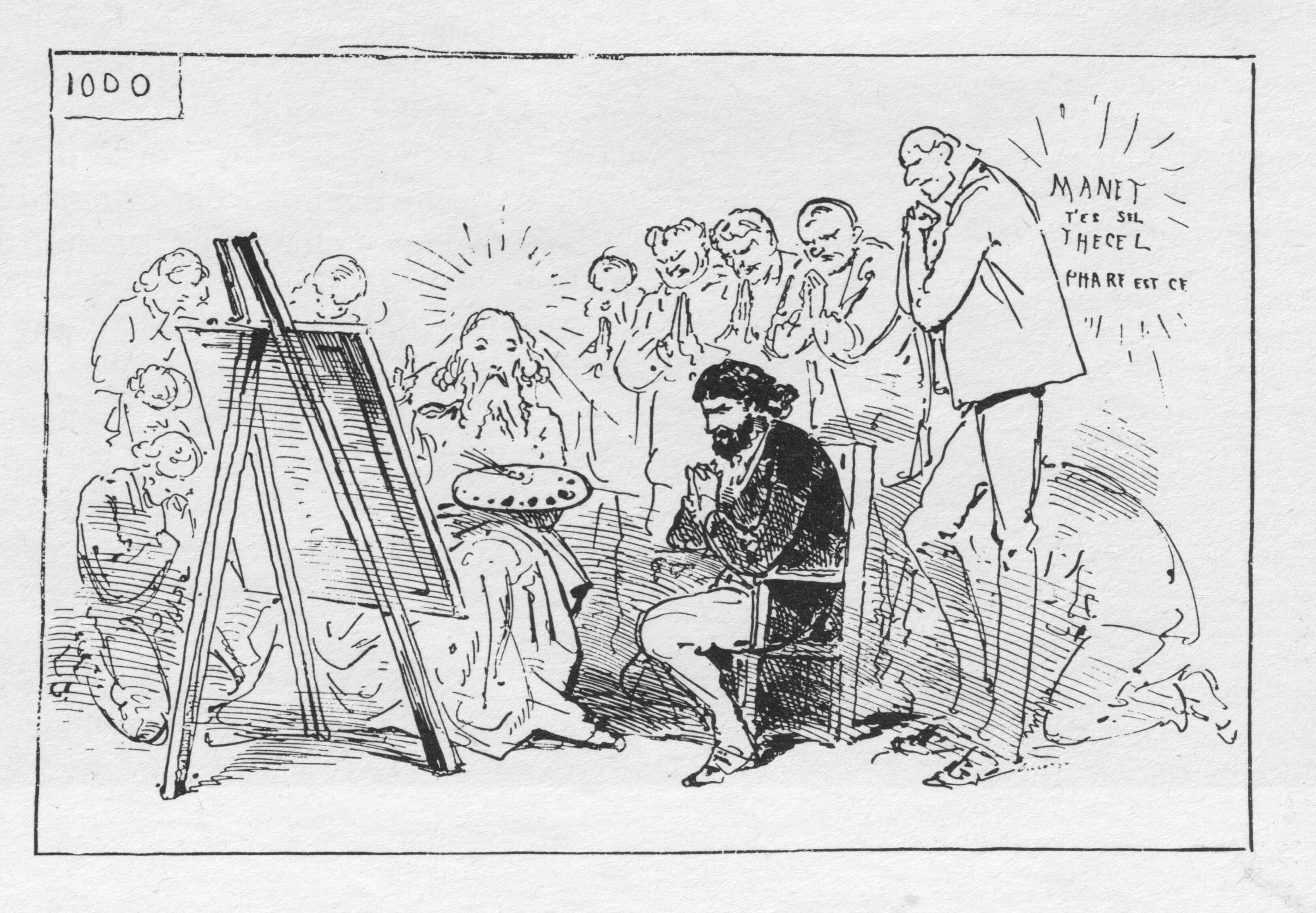
۱۸۷۰
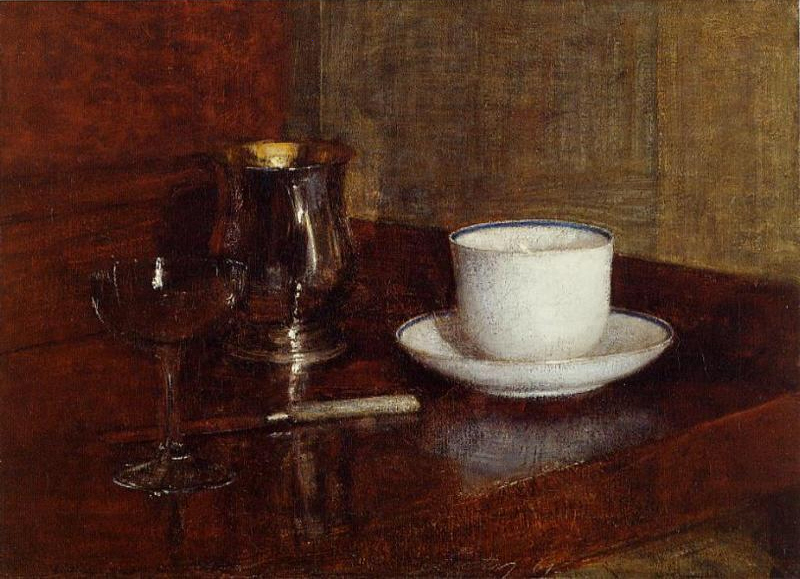
۱۸۷۱
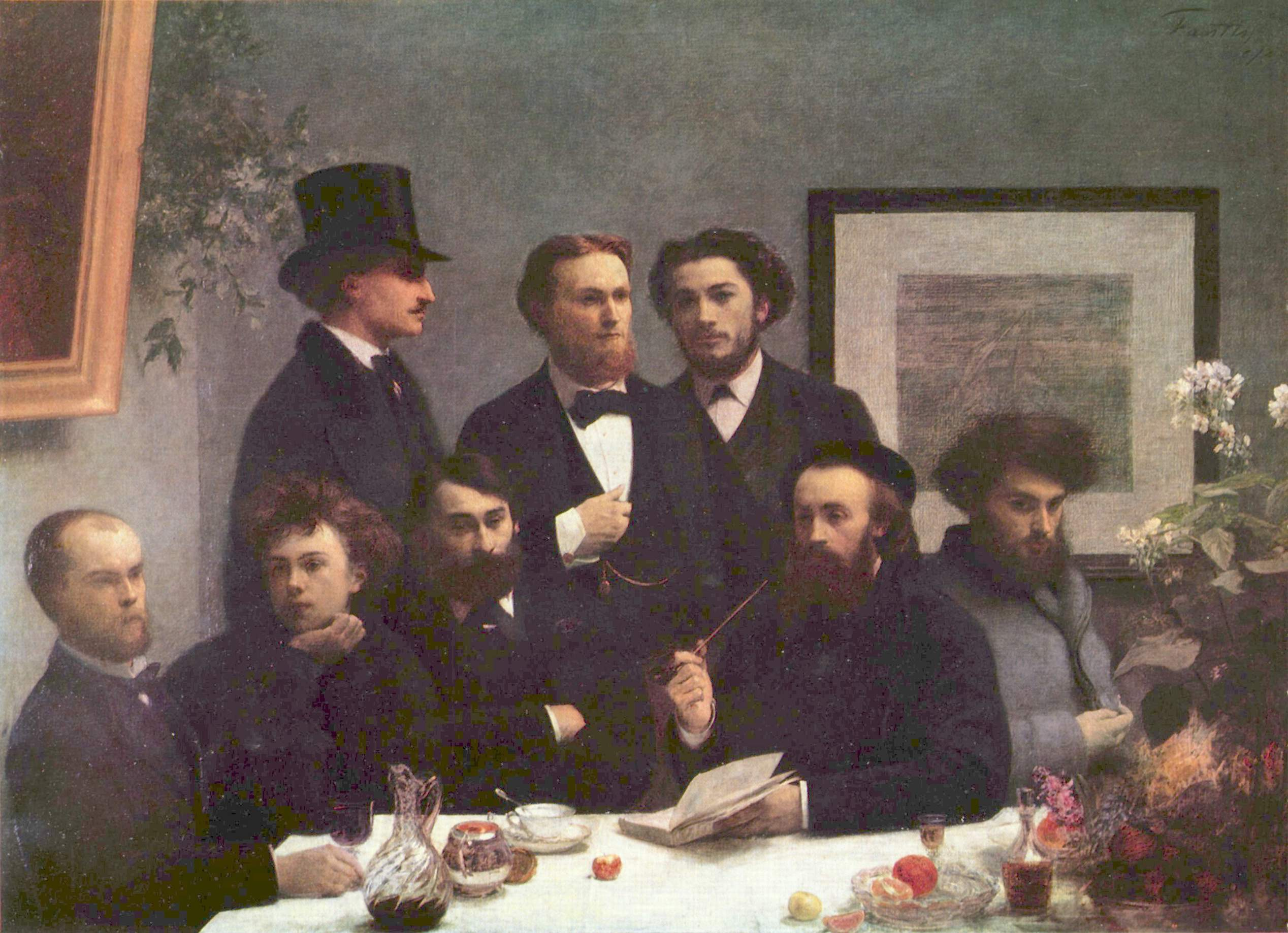
۱۸۷۲
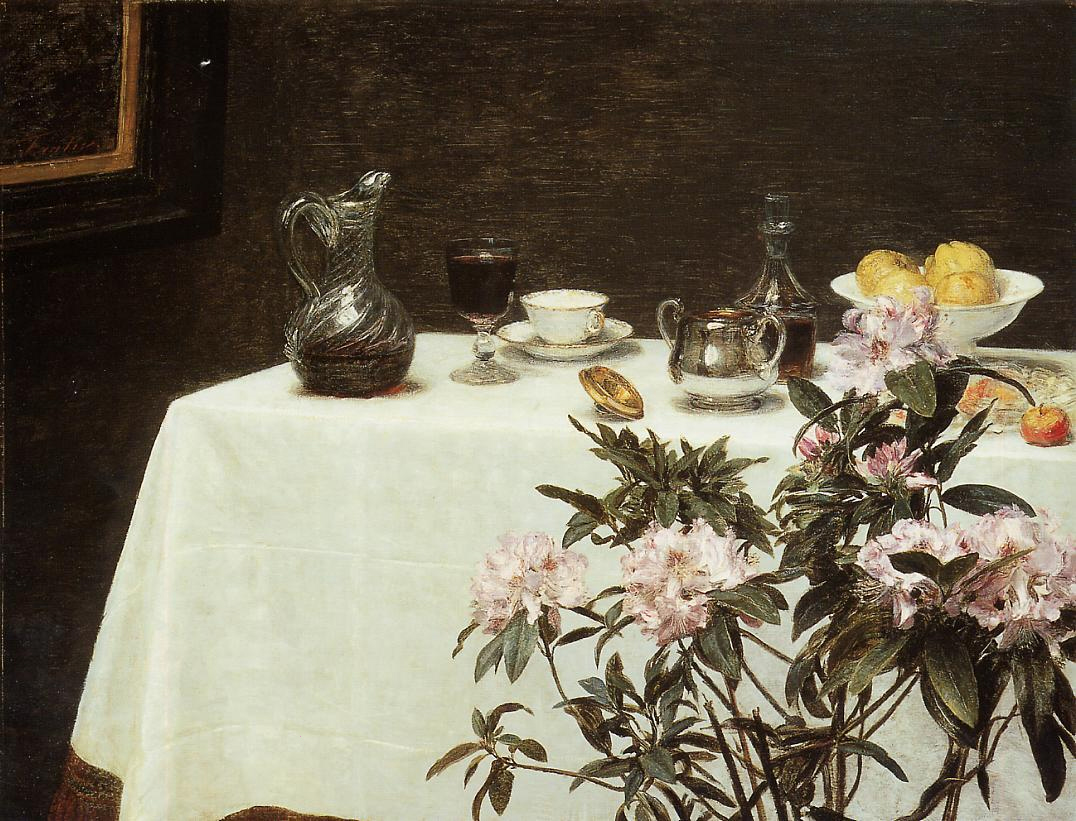
۱۸۷۳
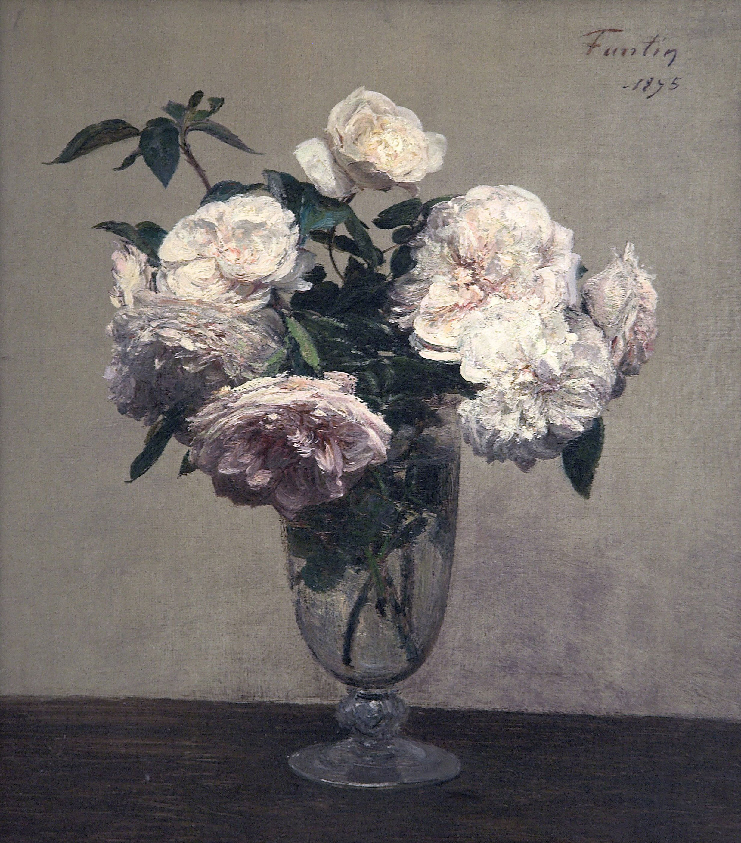
۱۸۷۵
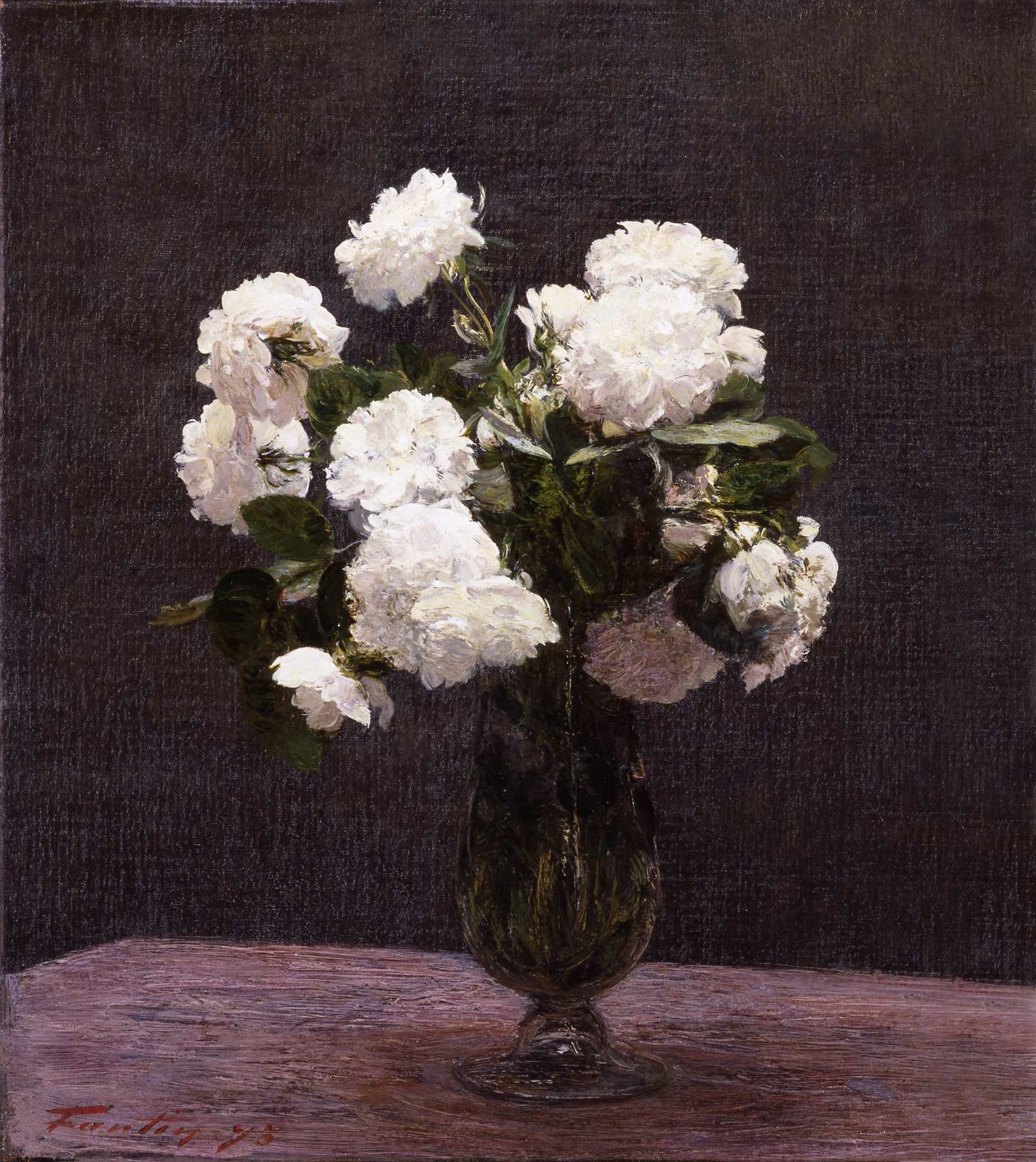
۱۸۷۵
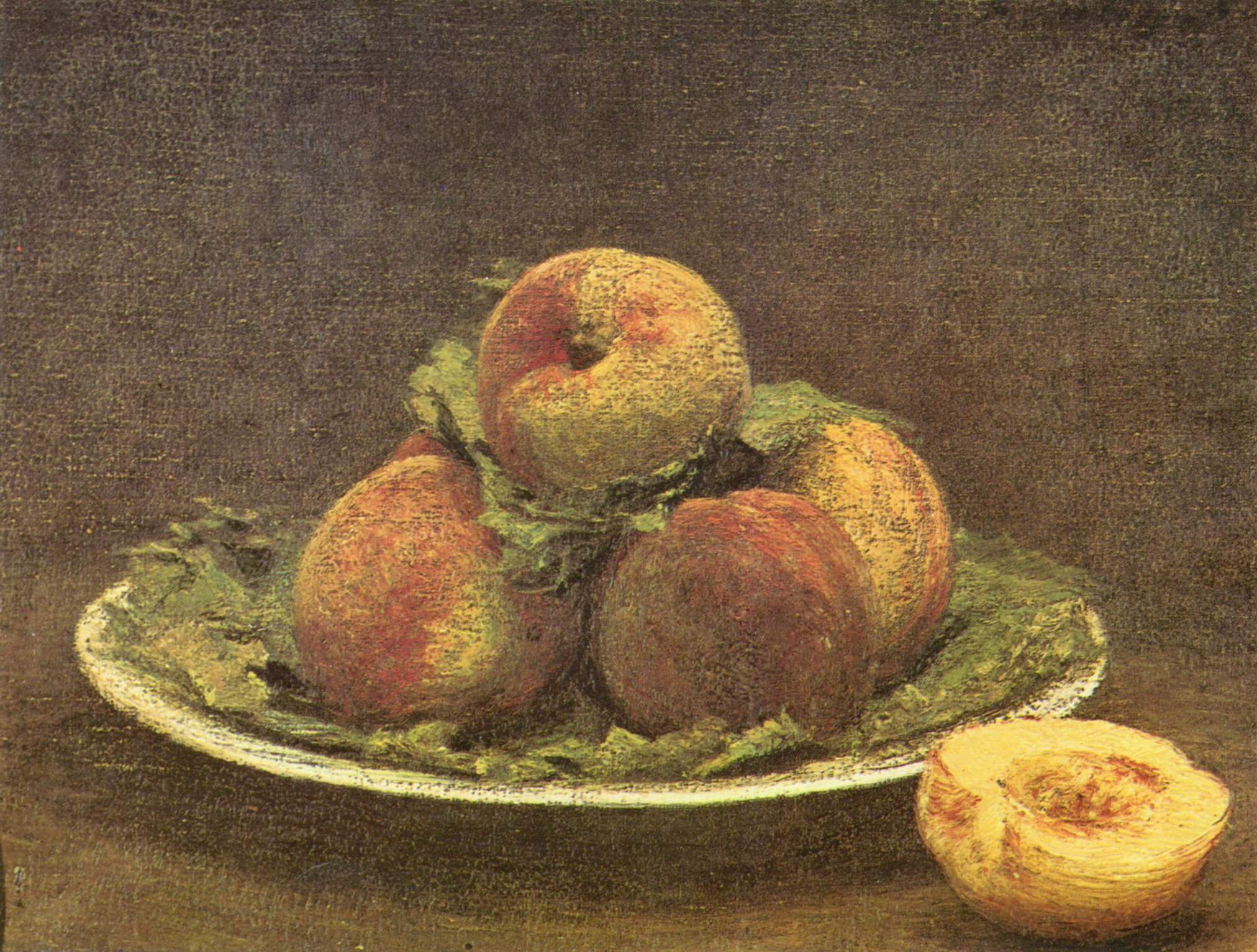
۱۸۸۰
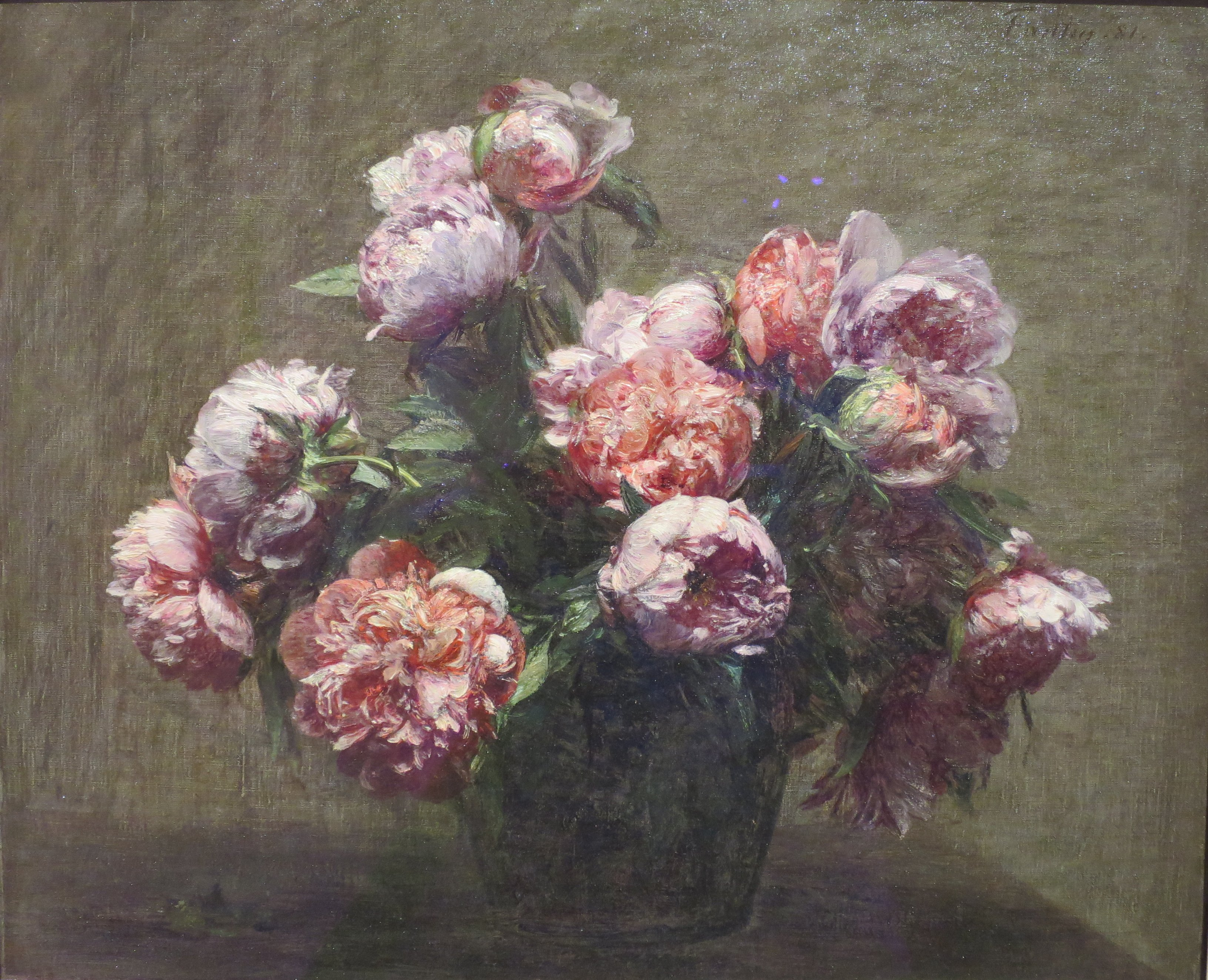
۱۸۸۱
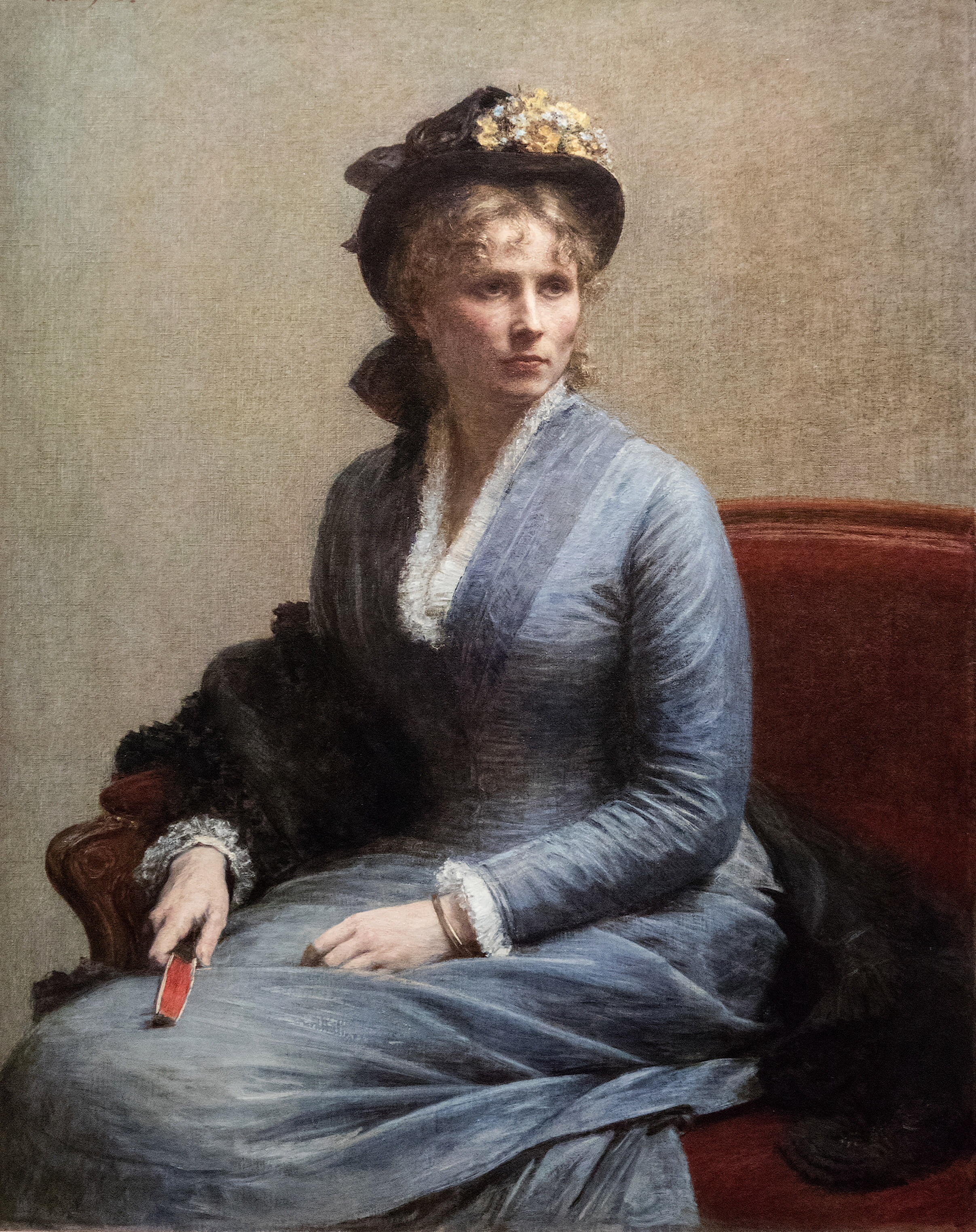
۱۸۸۲
۱۸۹۰